# Picea retroflexa
Picea retroflexa är en tallväxtart som beskrevs av Maxwell Tylden Masters. Picea retroflexa ingår i släktet granar, och familjen tallväxter. IUCN kategoriserar arten globalt som sårbar. Inga underarter finns listade i Catalogue of Life.

## Bildgalleri